# Marcelo Cabo
Marcelo Ribeiro Cabo, meglio noto come Marcelo Cabo (Rio de Janeiro, 6 dicembre 1966), è un allenatore di calcio brasiliano, tecnico del Santa Cruz.

## Palmarès

### Competizioni statali
- Campionato Alagoano: 3

CSA: 2018, 2019
CRB: 2022
- Campionato Goiano: 1

Atlético Goianiense: 2020

### Competizioni nazionali
- Campeonato Brasileiro Série B: 1

Atlético Goianiense: 2016